# La storia segreta di Stewie Griffin
La storia segreta di Stewie Griffin (Stewie Griffin: The Untold Story) è un film d'animazione diretto da Pete Michaels e Peter Shin, basato sulla serie TV animata I Griffin. Distribuito nel 2005 direttamente in DVD, venne successivamente diviso in tre puntate (in versione censurata) trasmesse come episodi finali della quarta stagione della serie originale dal 2006.

## Trama
Alla piscina comunale di Quahog, Peter e Lois incoraggiano Stewie a imparare a nuotare. Nel suo corso di nuoto Stewie conosce Brad, un suo coetaneo che lo batte in una gara di nuoto. Stewie per vendicarsi cerca di ucciderlo posizionando della dinamite alla base della sedia del bagnino. Quando Stewie aziona l'esplosivo però il meccanismo non funziona costringendo Stewie ad avvicinarsi ed esplodendo solo in quel momento. Stewie si ritrova all'inferno e ne rimane terrorizzato, così, risvegliatosi poco dopo, giura a sé stesso che cambierà vita e si comporterà bene.
Nel frattempo a Peter viene assegnata una rubrica del telegiornale di Channel 5 di Quahog intitolata Quello che mi fa davvero girare gli ingranaggi, dove critica liberamente tutto ciò che gli dà fastidio acquisendo popolarità e attirandosi l'invidia di Tom Tucker. Stewie non riuscendo a controllare la sua indole decide di placare il suo istinto a fare il male tramite l'alcol. Andando in un pub con Brian i due si ubriacano e tornando a casa Stewie si mette al volante facendo un incidente. A causa dell'incidente di Stewie, di cui Tom Tucker approfitta per screditarlo in pubblico, Peter perde il lavoro.
Guardando la televisione Stewie vede un uomo a lui incredibilmente somigliante e, credendo che sia il suo vero padre, decide di andare a San Francisco per trovarlo. Approfittando del Camper di Quagmire che parte per un viaggio, Stewie e Brian partono per raggiungere San Francisco. Giunti alla meta Stewie vede l'uomo che aveva visto in televisione ma scopre che non si tratta di suo padre ma dello Stewie trentacinquenne del futuro venuto in "vacanza" nel 2005. Stewie riesce a farsi portare nel futuro, per la precisione nel 2040, con lui: in questo modo scopre che a 35 anni sarà ancora vergine, lavorerà in un grande magazzino e vivrà in un monolocale.
Scopre inoltre che Chris sta per sposarsi ed è diventato un poliziotto, Meg un uomo transgender di nome Ron, Lois e Peter sono ancora vivi e che Brian è defunto mangiando della cioccolata trovata nella spazzatura (si vede in paradiso mentre beve un Martini con Ernest Hemingway, Vincent van Gogh e Kurt Cobain, tutti e tre morti suicidi). Stewie, disgustato dalla sua vita futura, decide di insegnare a Stu (così è soprannominato il suo alter ego trentacinquenne) ad avere un appuntamento con una ragazza e a perdere la verginità. I suoi tentativi falliscono e Stu perde il lavoro e la sua casa prende fuoco. Stu spiega a Stewie che la causa del suo fallimento è stata la sua esperienza pre-morte alla piscina che lo ha sempre costretto a comportarsi in maniera corretta. Stewie si fa allora portare indietro nel tempo dove evita la sua esperienza pre-morte e previene così il suo deprimente futuro, per poi farsi uccidere dallo Stewie di quel giorno. La storia finisce con il preciso momento in cui Meg capisce di essere un uomo transgender.

## Curiosità
- Nella scena dove Stewie si butta dalla finestra per raggiungere il presunto padre, si può notare la presenza di una controfigura che indossa una cuffia e gli stessi vestiti di Stewie durante il volo.
- Nel film ci sono vari riferimenti alla saga di Arma letale (Chris viene torturato con l'elettroshock da Lois e da Endo), di Indiana Jones (Peter afferma di aver trovato il Santo Graal in una scena analoga a Indiana Jones e l'ultima crociata; Stewie dice di aver interpretato Short Round in Indiana Jones e il tempio maledetto) e alla saga di Guerre stellari (due cloni imperiali guardano la rubrica di Peter alla televisione e Stewie incontra dei Jawa).
- Inoltre, in una parodia di un cartone animato dei Looney Tunes, Taddeo spara a Bugs Bunny a distanza ravvicinata con un fucile. Bugs urla e si stringe il petto mentre il sangue gli sgorga a fiotti. Muore lentamente in modo drammatico, dopodiché Taddeo gli torce il collo e trascina il corpo senza vita di Bugs per le orecchie, in una pozza di sangue.
- Quando Stewie si reca alla piscina per evitare la sua esperienza pre-morte, viene parodiato il climax presente nel film Una pazza giornata di vacanza, ad esempio per la scena in cui sorpassa due donne e torna indietro per stringere loro la mano per poi ripartire. La canzone utilizzata per la scena è "March of the Swivel heads" presa proprio dal film con protagonista Ferris Bueller.
- Il personaggio di Walt Disney compare nel futuro, dove viene fatto scongelare dopo essere stato ibernato in passato. Dopo aver chiesto all'uomo che lo scongela "Si sono estinti gli ebrei?" e aver ricevuto risposta negativa, si fa ricongelare.
- L'appartamento di Stewie adulto risponde al numero 1109 come l'11 settembre.
- Quando Peter e Lois sono nella casa di riposo, si può notare il personaggio di Diane Simmons: tuttavia la giornalista era precedentemente morta per cui, qualora il personaggio raffigurato non sia una sua parente (una sorella, ad esempio), si tratta di un blooper o magari dopo che Stewie ha impedito la sua esperienza pre-morte nel passato, il corso della storia è cambiato.

## Produzione e distribuzione
Il film, uscito nel 2005 quando la serie TV era stata sospesa, è stato realizzato in direct-to-video. Il 21 maggio 2006, la Fox ha trasmesso alcune parti del film come puntate finali della quarta stagione, ma tagliando o modificando alcune scene, rendendo la durata del film di 66 minuti anziché 88 come l'originale.
In Italia il film è stato trasmesso il 31 marzo 2008 su Italia 1 alle ore 22:50.